# Arroyo Lencina
Der Arroyo Lencina ist ein Fluss in Uruguay.
Er entspringt in der Cuchilla de Haedo auf dem Gebiet des Departamento Río Negro einige Kilometer südlich von Menafra. Von dort in Nord-Süd-Richtung verlaufend mündet er als rechtsseitiger Nebenfluss wenige Kilometer neben der westlich vorbeiführenden Ruta 3 in den Arroyo Don Esteban Grande.